# Alianza Popular 5
La Alianza Popular 5 fue un partido político de Guatemala en los años 80 y años 90.

## Historia

### Como Frente Cívico Democrático
El Partido surgió de su nombre Anterior Frente Cívico Democrático el cual se fundó en 1983 debutando en las elecciones a Asamblea  Constituyente de 1984 sin obtener resultados satisfactorios para sus electores, más tarde en 1985 participó en las elecciones generales de 1985 solo en legislativas y municipales sin tampoco obtener cargos lo que hizo que el partido cambiara a AP5.

#### Como Alianza Popular 5
En 1989 el FCD cambió de nombre a AP5 para debutar en las elecciones de 1990 en coalición con el Partido Socialista Democrático postulando a René Armando de León Schotter como candidato presidencial, obtuvo el sexto lugar con 3.59% de los votos, al igual logró solo un diputado por lista nacional perteneciente al PSD y  5 alcaldías en coalición con el mismo partido y dos de forma individual: (Santa Cruz Balanyá, Chimaltenango y Zacualpa Quiché.), El partido no participó en las elecciones municipales de 1993.
La decadencia de la AP - 5 llegó más cerca en las elecciones legislativas de 1994 sin ganar ningún escaño al congreso, en las elecciones generales de 1995 postuló al general Carlos Augusto Morales Villatoro a la presidencia quedó apenas en el decimoquinto lugar y con el 0.40 % de los votos, no obtuvo ningún diputado ni alcaldías, finalmente el 12 de enero de 1996 el partido fue cancelado por no llegar al menos 5% de los votos.

## Candidatos a la presidencia de Guatemala
| Año de elección | Candidato                        | Votos (1ª vuelta) | Porcentaje (1ª vuelta) |
| --------------- | -------------------------------- | ----------------- | ---------------------- |
| 1990            | René Armando de León Schlotter   | 55 804            | 3.59% (5°)             |
| 1995            | Carlos Augusto Morales Villatoro | 6 193             | 0.40% (15°)            |